# Jan Laurys
Jan W.G.M. Laurys, né le 19 août 1952 à Diest est un homme politique belge flamand, membre du CD&V.
Il est licencié en droit et agrégé de l'enseignement moyen supérieur (KUL). Il fut secrétaire de l'ACV de Louvain.

## Fonctions politiques
- conseiller communal à Diest (2001-)
- bourgmestre de Diest (2007-)
- député au Parlement flamand:
  - du 6 juillet 1999 au 25 mai 2014